# Saint-Brice (Charente)
Saint-Brice (Charente) é uma comuna francesa na região administrativa da Nova Aquitânia, no departamento de Charente. Estende-se por uma área de 9,3 km². Em 2010 a comuna tinha 1 001 habitantes (densidade: 107,6 hab./km²).